# Галанос, Димитриос
Димитриос Галанос, Афинянин (греч. Δημήτριος Γαλανός ο «Αθηναίος»; 1760—1833) — греческий философ, переводчик, первый и, возможно, самый известный индолог Греции последних столетий, сделал известными в Греции многие из филологических, философских и религиозных традиций Индии.

## Биография
Галанос родился в малонаселённых тогда Афинах в 1760 г. Семья его была среднего достатка. Со смертью отца, согласно завещанию, хозяйством стал распоряжаться младший брат.
Учёба у Димитриоса началась в Афинах, у известного учителя И.Венизелоса.
В 14 лет Галанос уезжает в Месолонгион, откуда поддерживает тесные контакты с греческими купцами Венеции.
Там он продолжил своё обучение с П.Паламас .
Спустя 4 года Галанос переехал на остров Патмос, где в течение 6 лет он изучал древнюю форму греческого языка, философию, латинский язык, ораторское искусство и церковную музыку. 
Директором Патмоской школы того периода был Даниил Керамевс Δανιήλ Κεραμεύς.
Позже в письмах из индийского Варанаси Галанос выражал признательность своим учителям на Патмосе,
узнав об их смерти.
Окончив учёбу на Патмосе, Галанос уехал в Константинополь к своему дяде Григорию, который был митрополитом Кесарии и состоял в Святом Синоде патриархата.
Работая в Константинополе учителем, Галанос встретил здесь Мандрадзоглу, торгового представителя греков Бенгалии.
Эта встреча сыграла решающую роль в судьбе Галаноса. Мандрадзоглу нашёл, что Галанос является идеальной кандидатурой учителя для детей греческих купцов, обосновавшихся в городах (Narayanganj) возле Дакки (Dhaka) и Калькутта, и предложил ему работу учителя в Индии.
Галанос, все ещё желающий расширить свой кругозор, с охотой принял предложение и стал готовиться к поездке на Восток, «…чтобы довести свет отечественного образования грекам Индии и чтобы послать несколько искр света Азии в Грецию», как сказал об этом Геннадиос. Когда Галанос высказал своё согласие, он не знал, что не увидит более свою Родину.

## Галанос в Индии
Галанос поехал сначала на Синай, чтобы посетить греческий монастырь Святой Екатерины, который посылал священников греческой общине Бенгалии.
Из Синая его путь был в Басру, где он пересел на судно, чтобы добраться до Калькутты. В 1786 г., после шестимесячного путешествия, в возрасте 26 лет, он прибыл в Бенгалию.
Здесь он проработал учителем 6 лет. Другом и покровителем ему был Пантазис, эмигрант из Эпира и председатель греческой общины.
В ту эпоху Бенгалия была местом встречи индийских и западных идей, которая в 1828 г. привела к общественным и религиозным реформам движения
Brahmo Samaj, под руководством Раджи Raja Rama Mohan Roy (1772—1833).
Королевская Азиатская компания Бенгалии была основана в 1784 г., и многие западные исследователи интересовались санскритским языком и литературой.
Неизвестно, с кем из этих исследователей Галанос встречался, но, под их влиянием и обеспечив себе удовлетворительный материальный доход, Галанос оставил работу учителя и погрузился в исследования.
В 1793 г. Галанос уезжает в город Варанаси.
В Бенаресе советником и ментором ему был секретарь царя Ситал Прашад Сингх .
С помощью последнего он вскоре становится знатоком «языка богов» (как именовали санскрит).
Учителем ему был Кадардаша из Кази, города Брахманов, которого Галанос упоминает в короткой заметке, приложенной в рукописному переводу «Багавад Гита» и Шива Рама, которого он упоминает в своём завещании.
Среди иностранцев Галанос выделил и связал себя тесной дружбой с русским Петром Федоровым. Епископ Хебер писал о нём: «Есть еще какой-то русский, который живет долго с греком».
Федоров умер в Бенаресе, а Галанос построил могильный памятник, на котором написал на английском:
«SACRED ΤΟ ΤΗΕ MEMORY ΟΡ PETER FEDEROFF Native of Russia who died in the Prime of Life οn the 4th Jan. 1825», а затем на греческом: «Ο ΞΕΝΟΣ Δ. ΓΑΛΑΝΟΣ ΤΩ ΞΕΝΩ ΠΕΤΡΩ ΤΩ ΡΩΣΣΩ». [Чужестранец Д.Галанос Чужестранцу Петру Русскому].
О характере, поведении и случаях из жизни Галаноса в Бенаресе написано в «Рассказах о Путешествии в верхних провинциях» епископа Хебера, но без указания его имени:
"Среди других европейцев в Варанаси есть один образованный грек с хорошими манерами, который живет здесь долгие годы на свои средства и изучает санскрит.
Я слышал много о нем в Аллахабаде, о тайне его характера и его положении. Он хороший знаток древнего языка своей страны, говорит хорошо на английском, французском и итальянском.
Манеры его аристократические, но он мало вступает в контакты с англичанами, но, напротив, знаком хорошо с княжескими семьями индуистов.
Правительство относилось к нему с подозрением, но не было ничего предосудительного, что бы подтвердило эти подозрения.
Европейцев, живущих в Индии, так мало, что кажется удивительным тот факт, что кто-то живет здесь по собственной воле и только из любви к санскритской литературе, и в то же время не видно, чтобы он писал какой-либо труд по этой теме».
Позже некоторые из его земляков задавались вопросом, стал ли Галанос Индуистом, поскольку он одевался в индийские одежды, дружил с Брахманами и с рвением был погружен в санскритский язык и литературу.
К тому же есть примечание к биографии «Индийские переводы Продромос» , где говорится, что Галанос стал Брахманом и что он был почитаем как мудрец и святой индусами и европейцами. Во всяком случае, заявление о том, что он стал Брахманом, маловероятно, поскольку Брахманом чаще становятся с рождения.

## Фальшивка Кефаласа
Николас Кефалас, греческий капитан с острова Закинф, встретился с Галаносом в Варанаси.
Кефалас выиграл расположение Галаноса, который доверил ему свои рукописи для передачи властям восставшего и свободного к тому времени Пелопоннеса.
Вместо этого Кефалас передал санскритский текст в Библиотеку Ватикана и сделал в 1825 г. перевод, сочетая греческий перевод Галаноса со своим переводом на итальянский, но за собственной подписью.
В своем вступлении Кефалас преподносит себя как мужественного путешественника, который в далёких странствиях встретился с брахманами и от которых получил бесценные тексты на санскрите.
Надо сказать, что в процессе фальсификации Кефалас не забыл упомянуть о помощи, которую ему оказал Галанос:
«Я вёл беседы в этом городе с самыми видными и мудрыми. Среди них я встретил известного Брахмана Гадзунга, который предоставил мне книгу Sommaria di sentenze morali del filosofo indiano Sanakea. Санакиа наиболее уважаем среди индусов, и некоторые считают, что он жил в эпоху династии Рама-Притара, в 2461 г. до н. э. Книга написана на священном санскритском диалекте… Но, к моему счастью, я встретил афинского философа Димитриоса Галаноса, который жил в Индии на протяжении последних 35 лет. Он был хорошо знаком с науками и индийской литературой. Кроме греческого, латинского и других европейских и восточных языков, он знал хорошо санскритский диалект и таинства индусов. Его почитали Брахманы и путешественники не только за его мудрость, но и за моральный облик. Я попросил его помочь с переводом на наш родной язык, и, как хороший земляк, он согласился, поскольку Санакиа не был еще известен ни на одном европейском языке».
Кефалас издал ещё одну книгу под длинным заглавием «Описание древнего города Бенарес, индийского политеизма, традиций этих народов, написанное капитаном Николасом Кефаласом, греком с острова Закинф, в течение его путешествия в 1824 г., им же изданного и им же создавшего географическую карту Индии». В этой книге Кефалас пишет о Галаносе:
«В исследованиях индийской религии, проведенных мною в Бенаресе, мне помог философ Д.Галанос… способный и достойный уважения человек, который по стопам Пифагора и Платона был посвящён в индийские таинства, и настанет день, когда он обогатит Европу своими открытиями».
Фальсификация Кефаласа была обнаружена несколько лет спустя, через санскритскую рукопись Галаноса. На рукописи за N-1855, находящейся в Национальной библиотеке Греции, есть приписка Галаноса, который пишет:
«Д.Галанос, Афинянин, через достопочтенного капитана Николаса Кефаласа, посылает этот прототип санскритского текста и его перевод для передачи греческим властям Пелопоннеса. Индия, Декабрь 1823 г.».

## Ностальгия
Галанос поддерживал постоянный контакт со своими родственниками в Греции и узнавал о ходе освободительной войны Греции 1821—1829 гг. из английских газет.
В последнем своём послании своему племяннику Пантолеону, 14 Декабря 1832 г., он с беспокойством спрашивает о положении в стране и о своей семье:

И о земле наших отцов: Напиши, в каком состоянии находится сейчас страна. Счастлива ли она с тех пор, как стала свободной, или ей жилось лучше под ярмом? Сообщи мне имена вождей и политиков афинян 
.
После переписки с Галаносом его племянник Пантолеон решается ехать в Индию и прибывает в Бенгалию в конце 1832 г. Но Галанос не приглашает его сразу в Варанаси, а направляет его в Калькутту, к отцу Ананию, для продолжения изучения греческого языка.
Галанос так и не встретился со своим племянником.

## Смерть
Галанос заболел и умер 3 мая 1833 г. (за 20 дней до прибытия его племянника Пантолеона в Варанаси). «Обозрение Азии» [Asiatic Journal] писал в этот день:
«Умер в Бенаресе Димитриос Галанос, в возрасте 74 лет. Галанос был греческого происхождения и многие годы был занят изучением священного языка и литературы индуистов. Оставил после себя многочисленные переводы с санскрита на греческий».
Смерть Галаноса была зарегистрирована в епископских архивах Бенареса 1833 г. и в первом кодексе [1792—1914 ] греческой церкви в Калькутте. Нигде не указывается о причине смерти.
Шульц предполагает, что он пал жертвой холеры, которая, согласно священнику
William Buyers, унесла в этот период тысячи жизней в Варанаси.
Галанос был похоронен на христианском кладбище. На надгробной плите было написано на греческом:

ΕΙΣ ΜΝΗΜΗΝ ΔΗΜΗΤΡΙOΥ ΓΑΛΑΝΟΥ ΤΟΥ ΑΘΗΝΑIOΥ (в память Димитриоса Галаноса, Афинянина, а затем следовали две строчки на фарси)

Смысл этих строк, написанных на фарси [официальном языке той эпохи] брахманом, учителем и другом Галаноса, Манси Ситал Сингхом, передан в греческом переводе в книге
«Ινδικών Μεταφράσεων Πρόδρομος» [Продром Индийских переводов].

Сто раз плачь. Димитрис Галанос ушел из этого мира в века.
С плачем и отчаянием, я говорю вне себя.
Ушел Платон этого Века.

## Работы
Галанос перевёл на греческий множество текстов с санскрита. Он написал Большой Санскрито-англо-греческий, Санскрито-персидско-греческий словарь, а также Словарь имён индийской мифологии. Его лингвистический труд отличается глубоким классическим образованием. Он приблизился к индуистской философии, не отрекаясь от своей христианской веры.
Листы копий его словаря поражают каллиграфией его санскритского письма и множеством синонимов из греческого и английского языков для объяснения значений на санскрите.
Галанос не сумел вернуться на Родину, но он завещал и передал весь свой писательский труд и словари Афинской Академии освободившейся к тому времени от турецкого ига Греции, вместе со значительным финансовым взносом для создания нового Афинского университета.
Наследство перешло к только что созданной Национальной библиотеке, и труды Галаноса были изданы служащими, не знавшими санскрита.
Через 170 лет его словарь был переиздан в одном томе.
Его замечания, особенно в посланиях друзьям, имеют следующую особенность: например, в послании отцу Григорию с острова Сифнос, священнику, служившему 6 лет в греческой церкви Дакки, он пишет: «Молюсь Отцу Океану, Посейдону и индийскому богу Варуну, чтобы твой путь домой был спокойным».
Это тройное обращение объясняется многолетним изучением санскритских текстов и глубоким знанием греческой мифологии.
Здесь Галанос выступает как религиовед, независимо от своих личных религиозных воззрений.
Бытует мнение, что он был посвящён в таинства индуистов. Хотя никаких прямых подтверждений этому мнению нельзя найти в его трудах, косвенно из этих трудов вытекает, что Галанос продвинулся дальше простого филологического интереса, и потому, возможно, ему действительно был присвоен титул «Первого греческого Брахмана».
Присутствие греков в Индии — это особенная и мистическая история, с древними корнями.
Но Галанос — это характерное и живое свидетельство тому, как строится мост взаимопонимания между Востоком и Западом, и с этой точки зрения достоин нашего уважения и интереса.